# Desa Mlati (administrativ by i Indonesien, lat -8,11, long 111,11)
Desa Mlati är en administrativ by i Indonesien.   Den ligger i provinsen Jawa Timur, i den västra delen av landet, 500 km öster om huvudstaden Jakarta.